# Sosibia curtipes
Sosibia curtipes är en insektsart som först beskrevs av John Obadiah Westwood 1848.  Sosibia curtipes ingår i släktet Sosibia och familjen Diapheromeridae. Inga underarter finns listade i Catalogue of Life.